# Nationale Democratische Partij (Roemenië)
De Nationale Democratische Partij (Roemeens:Partidului Naţional Democrat, PND) is een Roemeense politieke partij, opgericht op 26 februari 2015 door enkele oud partijleden van de PP-DD nadat Dan Diaconescu werd veroordeeld voor corruptie. Enkele leden van de PP-DD sloten zich aan bij de PND de rest fuseerde in augustus met de UNPR. Voorzitter is advocaat en oud PP-DD fractievoorzitter Daniel Fenechiu. 
De PND zat met zeven leden in het parlement maar na de bekendmaking dat Traian Băsescu de PMP zou leiden maakte drie leden van de PND de overstap naar de PMP. De PND maakt deel uit van de Nationaal en Democratisch Parlementaire groep (de voormalige PP-DD parlementaire groep) waarvan ook drie onafhankelijke parlementariërs deel van uitmaken. Deze onafhankelijken bestaat voornamelijk uit oud PP-DD leden die al voor de splitsing van de partij opstapte. Fractievoorzitter was Ştefan Burlacu, maar na zijn overstap naar PMP is dit Mihai Radu Popa geworden. Tussen maart en juni 2015 maakte ook de PMP deel uit van deze parlementaire groep. Op 5 mei tekende de PND een samenwerkingsovereenkomst met de PSRo van Mircea Geoană. Op 4 oktober 2016 ging de PND een samenwerking aan met de PNL voor de landelijke verkiezingen van 2016.  Daniel Fenechiu wist zich hierdoor te verzekeren van een plaats in de senaat.
Alliantie van Liberalen en Democraten · Alliantie voor de Unie van Roemenen · Democratisch-Liberale Partij · Democratische Unie van Hongaren in Roemenië · Groot-Roemeniëpartij · Humanistischekrachtpartij · Nationale Democratische Partij · Nationaal-Liberale Partij · Nationale Christen-Democratische Boerenpartij · Nationale Unie voor de vooruitgang van Roemenië · Nieuwegeneratiepartij · Nieuwe Republiek · Noua Dreaptă · M10 · Partij Verenigd Roemenië · Red Roemenië-Unie · Roemeense Sociale Partij · Sociaaldemocratische Partij · Partijen van etnische minderheden · Volksbewegingspartij